# 胡安·卡洛斯·拉托雷
胡安·卡洛斯·拉托雷·卡莫納（西班牙語：Juan Carlos Latorre Carmona，1949年3月25日—）是智利政治家，曾任智利眾議院議員，代表原奧伊金斯將軍解放者大區第35選區。

## 標題文字
1966年起，拉托雷在智利大學學習物理和數學。後來畢業於德國卡爾斯魯厄大學區域規劃與發展碩士學位。

## 外部連結
维基共享资源上的相關多媒體資源：胡安·卡洛斯·拉托雷